# تقلعیت
تقلعیت (به عربی: تقلعیت) یک شهرداری در الجزایر است که در استان برج بوعریریج واقع شده‌است. تقلعیت ۵٬۰۴۲ نفر جمعیت دارد.